# Houseboat
Houseboat (conocida en español como Cintia en España, Te veré en mis brazos en México, y Hogar flotante en Argentina y Venezuela) es una película de comedia romántica estadounidense de 1958 dirigida por Melville Shavelson y protagonizada por Cary Grant, Sophia Loren, Martha Hyer y Harry Guardino, la película fue escrita por Shavelson y Jack Rose sobre la base de un guion original de la entonces esposa de Grant, Betsy Drake. Fue estrenada el 19 de noviembre de 1958.
Las canciones, «Almost In Your Arms» cantada por Sam Cooke y «Bing! Bang! Bong!», cantada por Loren, fueron escritas por Jay Livingston y Ray Evans. La película fue presentada en Technicolor y VistaVision.

## Argumento
Desde hace tres años, Tom Winters, abogado que trabaja para el Departamento de Estado de los Estados Unidos, está separado de su esposa y de sus tres hijos: David, Elizabeth y Robert. Tom regresa a Washington D. C. desde Europa después de la muerte de su esposa. Los niños quieren quedarse en el campo con los padres ricos de su madre y su hermana Carolyn, pero Tom los lleva a Washington. Una noche asisten a la Sinfónica de Boston. Robert interrumpe el concierto tocando la armónica. La hija del director, una italiana acomodada y de buena educación, Cinzia, se ríe. Una vez finalizado el concierto, Robert deja a la familia y desaparece. Cinzia discute con su padre y acaba con Robert. Visitan un carnaval antes de que Cinzia lleve a Robert a casa con un Tom preocupado. Al día siguiente, contrata a Cinzia como criada para cuidar a los niños. Las desventuras siguen cuando Tom intenta trasladar a Cinzia y a los niños lejos de Washington a una casa en el campo. Después de que un tren destruye la casa, terminan siendo habitantes de una casa flotante podrida y con goteras. Sin embargo, la renovación del local resulta un éxito y su casa flotante se convierte en el telón de fondo de varios episodios, en los que Tom descubre que Cinzia no sabe cocinar, lavar la ropa ni hacer café. David intenta irse para estar con su tía Carolyn. Sin embargo, Tom lo rescata cuando David casi se ahoga. Su cuñada, Carolyn, sospecha que la relación de Cinzia con Tom no es del todo platónica. El ayudante militar de Tom, el capitán Wilson, aunque algo borracho, bromea sobre el arreglo de vivienda de Cinzia con Tom. Se explican todos los malentendidos y Tom se casa con Cinzia mientras los niños miran con aprobación.

## Reparto
- Cary Grant como Tom Winters.
- Sophia Loren como Cinzia Zaccardi.
- Martha Hyer como Carolyn Gibson.
- Harry Guardino como Angelo Donatello.
- Eduardo Ciannelli como Arturo Zaccardi.
- Murray Hamilton como el capitán Alan Wilson.
- Mimi Gibson como Elizabeth Winters.
- Paul Petersen como David Winters.
- Charles Herbert como Robert Winters.
- Madge Kennedy como la Sra. Farnsworth.
- John Litel como William Farnsworth.
- Werner Klemperer como Harold Messner.
- Susan Cabot como la Sra. Eleanor Wilson.
- Kathleen Freeman como chismosa de lavandería.

## Producción

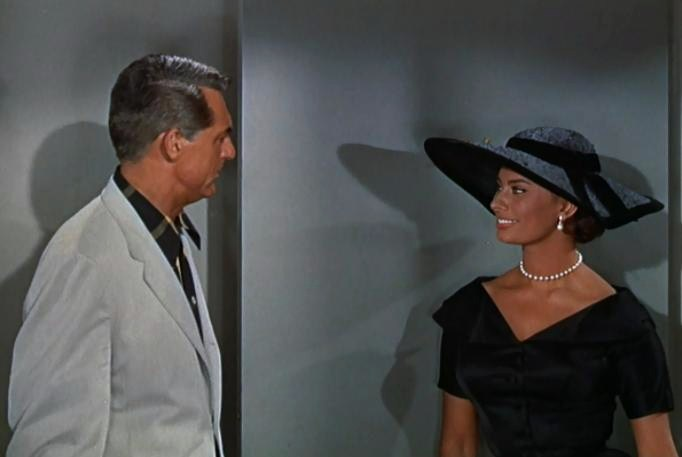
Cary Grant y Sophia Loren en un fotograma de la película.

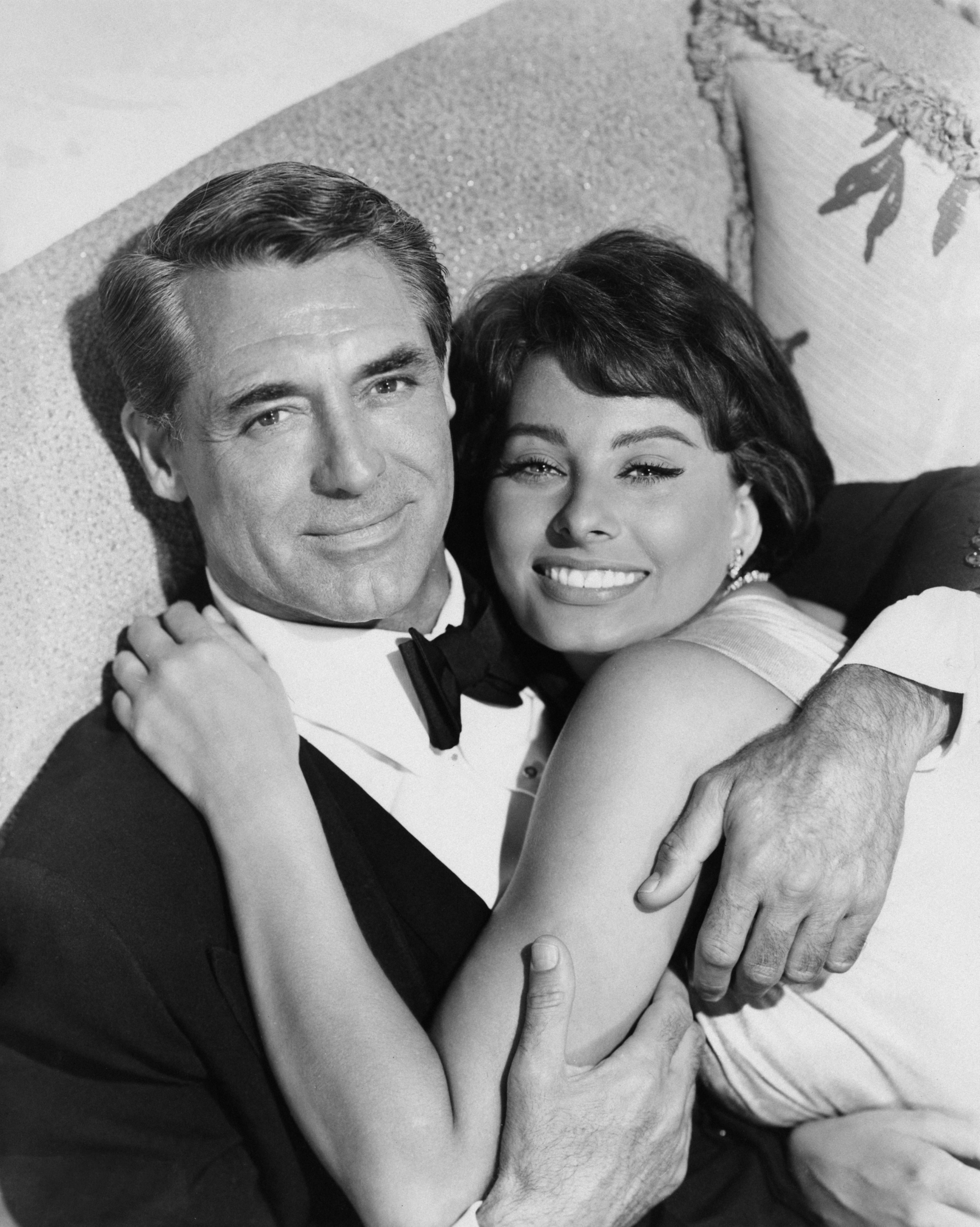
Cary Grant y Sophia Loren en una fotografía publicitaria de la película.

La esposa de Grant, Betsy Drake, escribió el guion original y Grant originalmente tenía la intención de que ella lo protagonizara con él. Después de comenzar una relación sentimental con Loren mientras filmaban Orgullo y pasión (1957), Grant hizo arreglos para que Loren tomara el lugar de Drake con un guion reescrito por el cual Drake no recibió crédito. La relación entre Grant y Loren terminó en acrimonia antes de que terminara el rodaje de Orgullo y pasión, lo que provocó problemas en el set de Houseboat: Grant esperaba reanudar la relación, pero Loren aceptó casarse con Carlo Ponti.

## Lugares de rodaje
- Partes de la película se filmaron en Fort Washington, Maryland, en el río Potomac y Piscataway Creek, en el sitio actual del puerto deportivo de Fort Washington.
- El parque de diversiones, Glen Echo Park, está ubicado en el río Potomac en la sección Cabin John del condado de Montgomery, Maryland.
- La casa en la escena inicial está ubicada en Mount Vernon, Virginia.
- El hotel de la película es el antiguo Hotel Continental, ubicado en Capitol Hill hasta que fue demolido en la década de 1970.
- También se muestra el antiguo escenario de la barcaza Watergate detrás del Monumento a Lincoln en el río Potomac (1935-1965). (La barcaza Watergate no debe confundirse con el complejo Watergate).

## Recepción
En Rotten Tomatoes, la película tiene un índice de aprobación del 64% según 11 reseñas, con una calificación promedio de 5,84/10.
Wanda Hale, del New York Daily News, le dio a la película una calificación completa de cuatro estrellas y comentó que es «una de esas rarezas de la pantalla hechas únicamente para entretenimiento, que no transmite ningún mensaje excepto el mensaje que Sophia Loren finalmente le comunica a Cary Grant». Jack Karr del Toronto Daily Star recordó que «Paramount Pictures ha reunido un conjunto de circunstancias completamente improbables para hacer de 'Houseboat' una película divertida y atractiva. La química exacta de esta nueva producción en el Imperial no es difícil de analizar. Se trata de una mezcla de romance colorido y cierto sentimentalismo controlado junto con una especie de humor descarado y una trama plausible aunque improbable. Con todos estos ingredientes dejados enfriar, el director Melville Shavelson ha ideado una fantasía amable que tal vez no se recuerde por mucho tiempo, pero que está ahí para disfrutarla mientras dure». John L. Scott de Los Angeles Times describió la película como «una comedia ligera agradable» que «debería navegar felizmente», mientras que Selma Wilcox de Los Angeles Evening Citizen-News dijo que tenía «diversión para todos [...] si te gusta tu diversión extrema y rebuscada». Hortense Morton del San Francisco Examiner dijo que «sin Grant, Houseboat podría resultar en una comedia agradable y alegre apodada con aquel beso de la muerte que es la frase 'entretenimiento para toda la familia'. Con Grant, las cosas no funcionan así. Sigue siendo muy divertida, pero el actor le da ese toque extra de encanto astuto que hace que la película sea definitivamente entretenimiento para adultos. No es un triunfo fácil ya que gran parte de la historia gira en torno a tres moppets». Helen Bower del Detroit Free Press la llamó «una comedia doméstica inusual» protagonizada por tres niños que son «ladrones de escenas». Hope Pantell del Baltimore Evening Sun calificó la comedia como «una película de estilo familiar con comedia cálidamente atractiva, a veces muy divertida y a veces muy cursi y sentimental». Corbin Patrick de The Indianapolis Star llamó a la película «un pequeño espectáculo navideño feliz, improbable pero encantador», mientras que Charles Staff de The Indianapolis News comentó que «tiene algo para todos». Harold Whitehead, del Montreal Gazette, declaró de Loren que «la escultural italiana ha realizado un trabajo dramático impresionante y ahora en Houseboat está probando suerte en la comedia romántica con resultados igualmente buenos». Sydney Johnson del Montreal Star dijo que «los minutos pasan bastante agradablemente [...] principalmente debido a la actuación experta de Cary Grant, el viudo, y las varias apariciones animadas de una personalidad refrescante llamada Harry Guardino. El Sr. Guardino es uno de los recién llegados más simpáticos que ha cruzado la pantalla en años y las cosas realmente funcionan cuando él está cerca. Sophia Loren se desempeña muy bien como visitante italiana, los niños son soportables y todos los demás papeles están extremadamente bien interpretados». Jay Carmody del Washington Evening Star calificó la película como «una mirada buena y saludable a una familia que atraviesa la tarea diaria de aprender a vivir como una unidad». Clyde Gilmour escribió en el Vancouver Sun que la película contaba «una historia loca que fácilmente podría haber sido demasiado tonta para creerla sin un protagonista con la habilidad y el encanto de Cary Grant». Myles Standish del St. Louis Post-Dispatch la describió como «esa comedia ligera anticuada e improbable» que «ha sido adornada con algunos diálogos agradables de Melville Shavelson y Jack Rose y funciona muy bien como vehículo para el hábil Cary Grant». Un usuario del seudónimo Mae Tinee en el Chicago Daily Tribune dijo que «Cary Grant lleva esta pequeña comedia bastante delgada sobre sus anchos y capaces hombros», mientras que un crítico de The Boston Globe dijo «si hay una película que puede describirse [como] 'para toda la familia', entonces 'Houseboat', en el Metropolitan Theatre, es la mejor apuesta de la temporada».
En el lado negativo, Bosley Crowther de The New York Times dijo que «falla en dos puntos. En primer lugar, es de mal gusto. El patetismo inventado de los niños sin madre y el aura de la señorita Loren no se mezclan. Ambos son exagerados en esta película elaboradamente sintética, pero eso no justifica hacer una mezcolanza de mal gusto de sentimiento esencialmente limpio y sexo lascivo. Con la señorita Loren deslizándose por la casa flotante en varios estados reveladores de escote, diseñados para captar la atención del público, así como la del señor Grant, es ofensivo pretender estar interesado en los trastornos emocionales de los niños. En segundo lugar, lo que han inventado los señores Rose y Shavelson es extremadamente escaso en entretenimiento, y ese es su punto más criticable». Añadió que «aunque Paul Petersen, Mimi Gibson y Charles Herbert lucen lindos como niños, su actuación generalmente se ve afectada bajo la dirección del Sr. Shavelson. También lo es la de la Srta. Loren y el correoso Sr. Grant, que parece lo suficientemente mayor como para ser el abuelo de los niños». Concluyó que «hay canciones y algunas tomas escénicas de Washington en esta película en color de Paramount, pero no logran proporcionar a esta crujiente Houseboat la flotabilidad que tanto necesita». Un crítico de The Guardian con sede en Londres escribió un comentario mordaz sobre la película centrándose en los niños, diciendo que «'Houseboat', que se describe a sí misma como una comedia romántica, está dedicada a la inaceptable propuesta de que los niños estadounidenses modernos, autoexpresivos y francos son necesariamente adorables. Los tres niños aquí elegidos para nuestra adoración son, en realidad, horrores. Ni Cary Grant, un intérprete afable y talentoso, ni la hermosa Sophia Loren pueden expiarlos. También en esta película los adornos son coloridos y bonitos pero, gracias a los niños, es una película más allá de la redención».